# Bromure de lanthane(III)
Le bromure de lanthane(III), ou simplement bromure de lanthane, est un sel inorganique, de formule LaBr3. Lorsqu'il est pur, c'est une poudre blanche incolore. Les monocristaux de LaBr3 sont à structure hexagonale avec un point de fusion de 783 °C. Il est très hygroscopique et soluble dans l'eau. Il existe plusieurs hydrates, LaBr3·x H2O. Il est souvent utilisé comme source de lanthane en synthèse chimique et comme matériau scintillateur dans certaines applications.

## Détecteur à scintillation au bromure de lanthane
Le matériau scintillateur bromure de lanthane activé (en) au cérium (LaBr3:Ce) a été produit pour la première fois en 2001. Les détecteurs de rayonnement au LaBr3:Ce offrent une meilleure résolution en énergie, une émission rapide et d'excellentes caractéristiques en température et de linéarité. La résolution en énergie typique à 662 keV est de 3 % par comparaison à celle des détecteurs à l'iodure de sodium qui est de 7 %. La résolution améliorée est due au rendement photoélectronique qui est 160 % plus élevé que celui de l'iodure de sodium. Un autre avantage du LaBr3:Ce est la photo-émission quasiment constante sur une plage de température de 70 °C (~1 % de changement d'émission lumineuse).
Actuellement, les détecteurs LaBr3 sont fournis avec des tubes photomultiplicateurs (PMT) bialcalins qui peuvent mesurer 50 mm de diamètre et 250 mm ou plus de longueur. Cependant, des boîtiers miniatures peuvent être obtenus en utilisant un détecteur à dérive en silicium (SDD) ou un photomultiplicateur en silicium (en) (SiPM). Ces diodes UV améliorées possèdent une excellente adaptation à la longueur d'onde de 380 nm émise par le LaBr3. Les SDD sont moins sensibles à la température et au courant d'obscurité que les PMT. La performance annoncée en spectroscopie de la configuration SDD donne une résolution en énergie de 2,8 % à 662 keV pour les tailles de détecteur considérées.
Le LaBr3 ouvre de nouvelles possibilités pour un ensemble de systèmes de détection et d'identification (spectrométrie gamma, radioisotopes) utilisés sur le marché de la politique de sécurité nationale aux USA. L'identification des isotopes utilise plusieurs techniques (appelées algorithmes) qui reposent sur la capacité du détecteur à discriminer les pics. L'amélioration de la résolution permet une discrimination plus précise des pics dans des domaines où les isotopes ont souvent de nombreux pics qui se chevauchent. Ceci conduit à une meilleure discrimination  des isotopes. Les inspections de tous types (piétons, cargaisons, tapis roulants, containers maritimes, véhicules, etc.) demandent souvent une identification isotopique précise pour différencier des matières suspectes des autres matières (isotopes médicaux chez les patients, matériaux radioactifs naturels, etc.). Une R&D soutenue et le développement d'instruments utilisant le LaBr3 sont attendus dans les prochaines années.